# Melanophryniscus estebani
Melanophryniscus estebani é uma espécie de anfíbio anuro da família Bufonidae. Não foi ainda avaliada pela Lista Vermelha do UICN. É endémica da Argentina.